# ۴۰۶ ارنا
سیارک ۴۰۶ (به انگلیسی: 406 Erna، نامگذاری:1895CB) چهارصد و ششمین سیارک کشف شده‌است که در ۲۲ اوت ۱۸۹۵ و در نیس کشف شد.
قدر مطلق سیارک برابر ۱۰٫۳۶ است.